# VIVO (software)
VIVO es un conjunto de software informático de código abierto basado en la web para administrar datos sobre investigadores, científicos y miembros de la facultad. VIVO utiliza técnicas de Web Semántica para representar a las personas y su trabajo. A partir de 2017, es utilizado por varias universidades y el Departamento de Agricultura de los Estados Unidos.

## Historia
La Biblioteca de la Universidad de Cornell creó originalmente VIVO en 2003 como una "comunidad virtual de ciencias de la vida". En 2009, los Institutos Nacionales de Salud otorgaron una subvención de $ 12.2 millones a Cornell, University of Florida, Indiana University, Ponce School of Medicine, The Scripps Research Institute, Washington University y Weill Cornell Medical College para expandir la herramienta para su uso fuera de Cornell .

## Ingesta de datos
VIVO puede recolectar datos de publicación de PubMed, archivos CSV, bases de datos relacionales o recolección OAI-PMH. Luego utiliza un proceso semiautomático para hacer coincidir las publicaciones con los investigadores. También recoge información sobre investigadores de los sistemas de Recursos Humanos y los sistemas de información de los estudiantes.

## Ontología
La ontología VIVO incorpora elementos de varias ontologías establecidas, incluyendo Dublin Core, Ontología Bibliográfica, FOAF y SKOS. La ontología se puede utilizar para describir varios roles de los miembros de la facultad, incluida la investigación, la enseñanza y el servicio.
El archivo holandés de datos y servicios en red y la Universidad de Indiana trabajaron para desarrollar la ontología para permitir el modelado bilingüe de investigadores.